# سلك الحدود الليبي

السلك الحدودي قرب حصن كابوتزو

سلك الحدود الليبي أو السلك الشائك الليبي هو سلك طوله 271 كيلومتر, أقيم في ليبيا الايطالية بين حدودها وحدود مصر البريطانية، بداية من الرملة الواقعة بين البردية والسلوم جنوب واحة جغبوب وبالموازاة مع خط طول 25، حيث تم بناء هذا السلك في إيطاليا أثناء الحرب الإيطالية السنوسية الثانية، كنظام دفاعي لمحاصرة السنوسيين، الذين عبروا من مصر أثناء مقاومتهم للمستعمرات الايطالية.